# Acacia signata
Acacia signata é uma espécie de leguminosa do gênero Acacia, pertencente à família Fabaceae.